# 赫利內茨河
赫利内茨河（羅馬化：Hlynets）是烏克蘭西部的河流，屬於拉基夫卡河的右支流。該河發源自圖恰皮以東，流經利維夫州的利維夫區和亞沃里夫區，河道全長18公里，流域面積62平方公里。